# Victoria fuscithorax
Victoria fuscithorax là một loài bướm đêm trong họ Geometridae.